# Piper microtrichum
Piper microtrichum är en pepparväxtart som beskrevs av C. Dc.. Piper microtrichum ingår i släktet Piper och familjen pepparväxter. Inga underarter finns listade i Catalogue of Life.